# Tallbärfis
Tallbärfis (Chlorochroa pinicola) är en insektsart som först beskrevs av Étienne Mulsant och Claudius Rey 1852.  Tallbärfis ingår i släktet Chlorochroa, och familjen bärfisar. Arten är reproducerande i Sverige.